# Lai Châu (Stadt)
Lai Châu ist die Hauptstadt der gleichnamigen Provinz Lai Châu in Vietnam. Sie befindet sich im Nordwesten des Landes nahe der Grenze zu China. Die Provinzstadt Lai Châu hatte 2019 eine Einwohnerzahl von 42.973. Die Stadt verfügt seit 2013 über das Stadtrecht und besitzt den Status einer Provinzstadt der 3. Klasse.

## Geschichte
Lai Châu oder Muang Lay (vietnamesisch: Mường Lay) war der Sitz der Herren der Weißen Tai (Tai Dón), die die anderen Tai-Völker der Region dominierten, obwohl es Rivalitäten zwischen den Herrschern der Weißen Tai von Muang Lay und Muang So gab. In den 1870er Jahren war Muang Lay die Basis des Herrschers Đèo Văn Trị der Weißen Tai, der versuchte, die zwölf Fürstentümer (Müang) der Sip Song Chau Tai unter seiner Führung zu vereinen. Dies gelang ihm teilweise mit Hilfe der chinesischen Rebellen der „Schwarzen Flaggen“, später der Franzosen. Seine Autorität und die Autonomie des Gebiets als Müang wurden 1890 von den Franzosen anerkannt. 
Von 1948 bis 1954 war Lai Châu Hauptstadt der Fédération Taï, die den Status eines autonomen Landes in der Union française bzw. einer Krondomäne des vietnamesischen Kaisers Bảo Đại hatte.

## Galerie

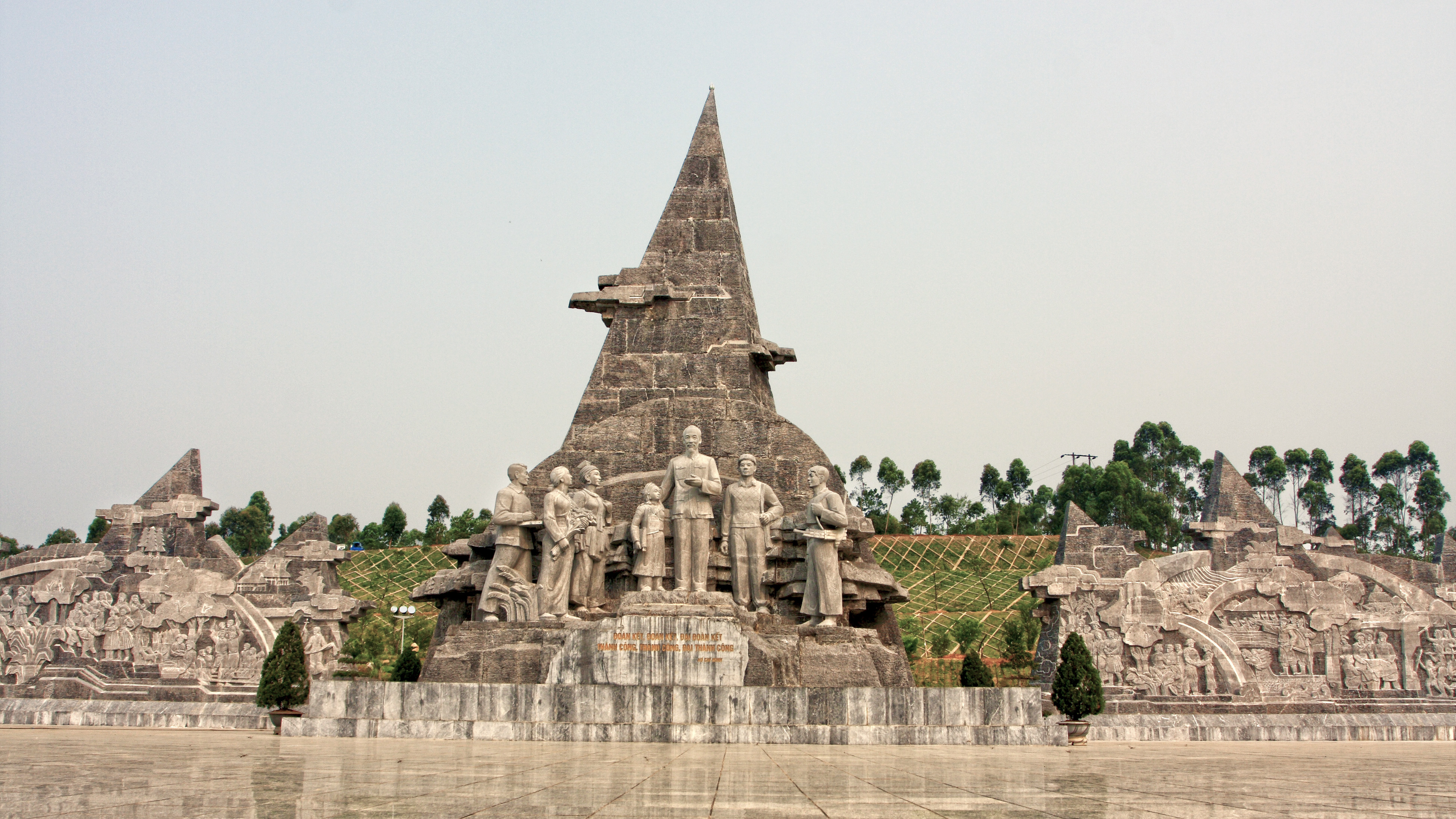
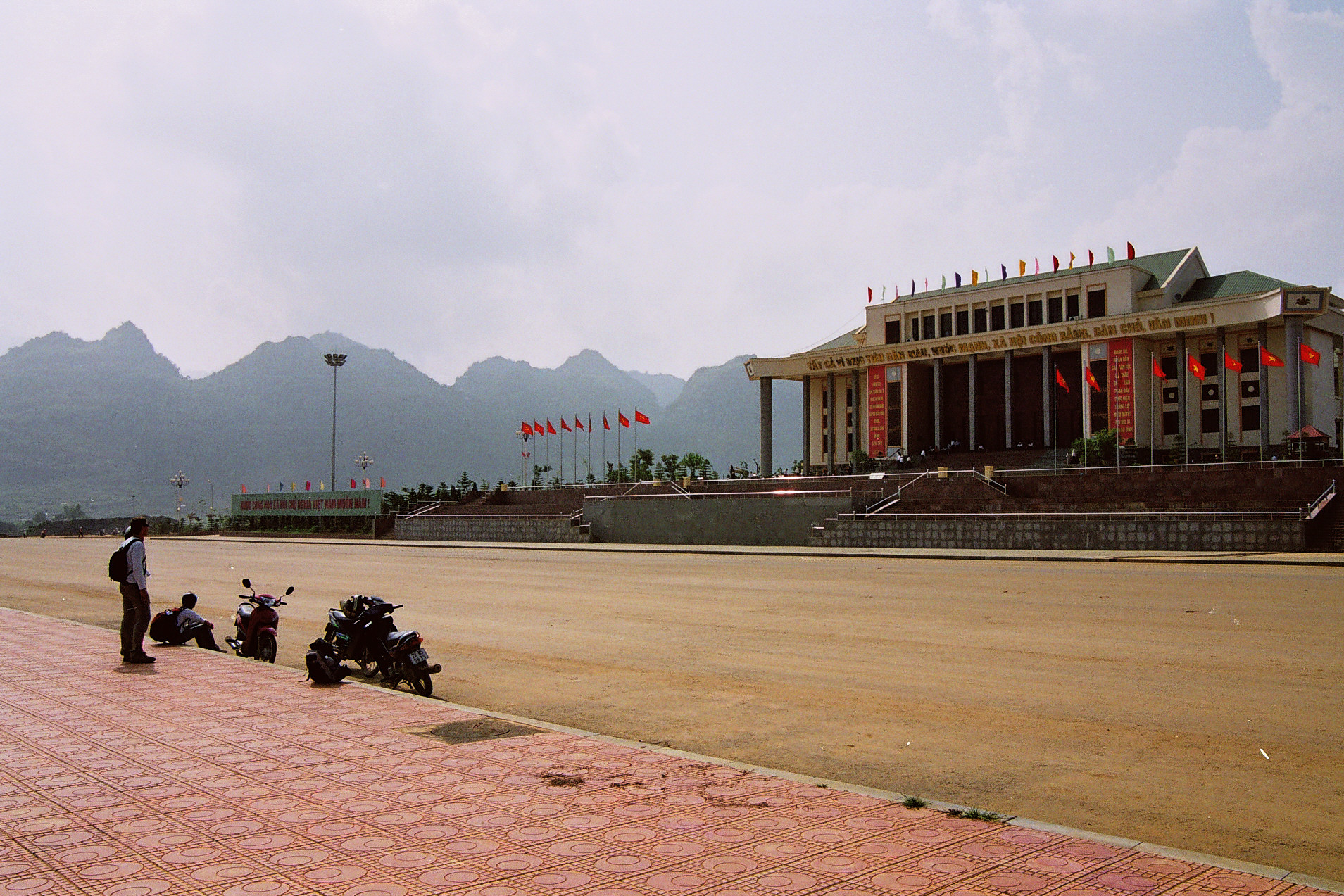
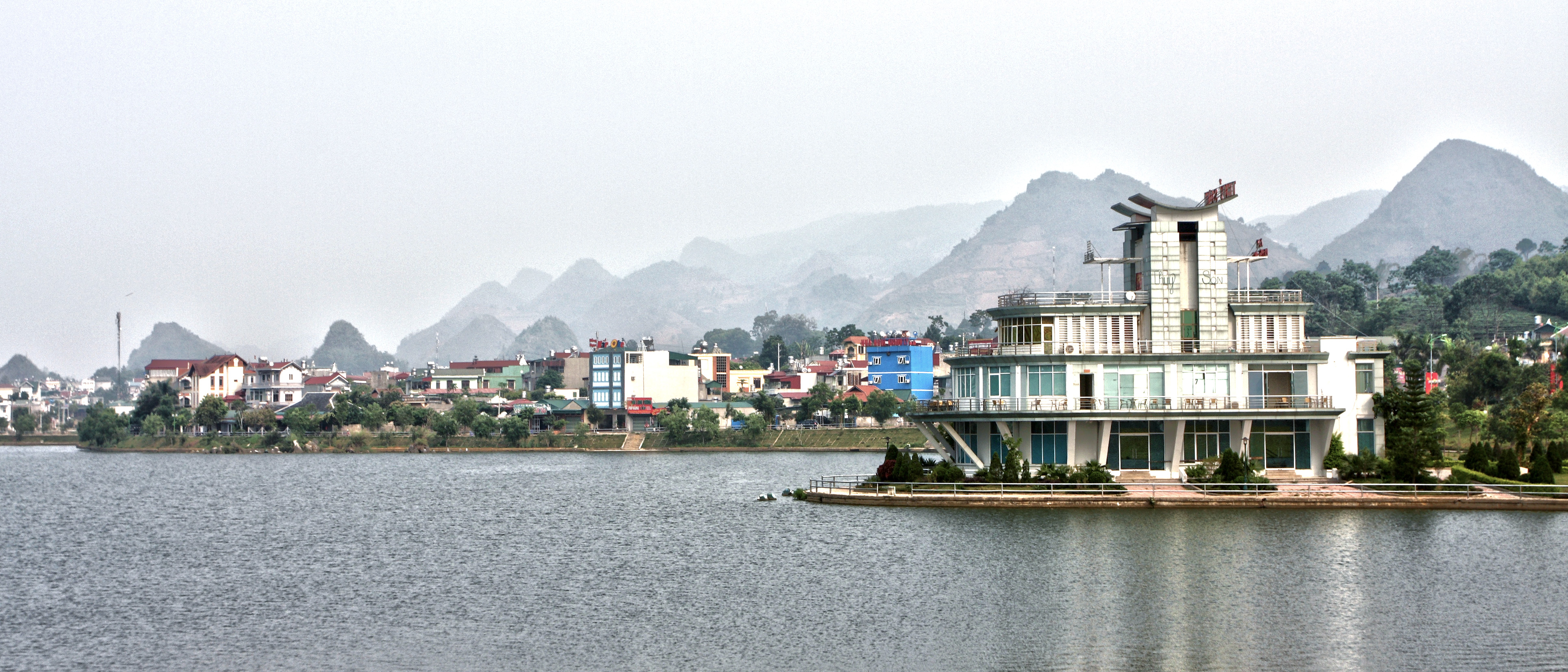
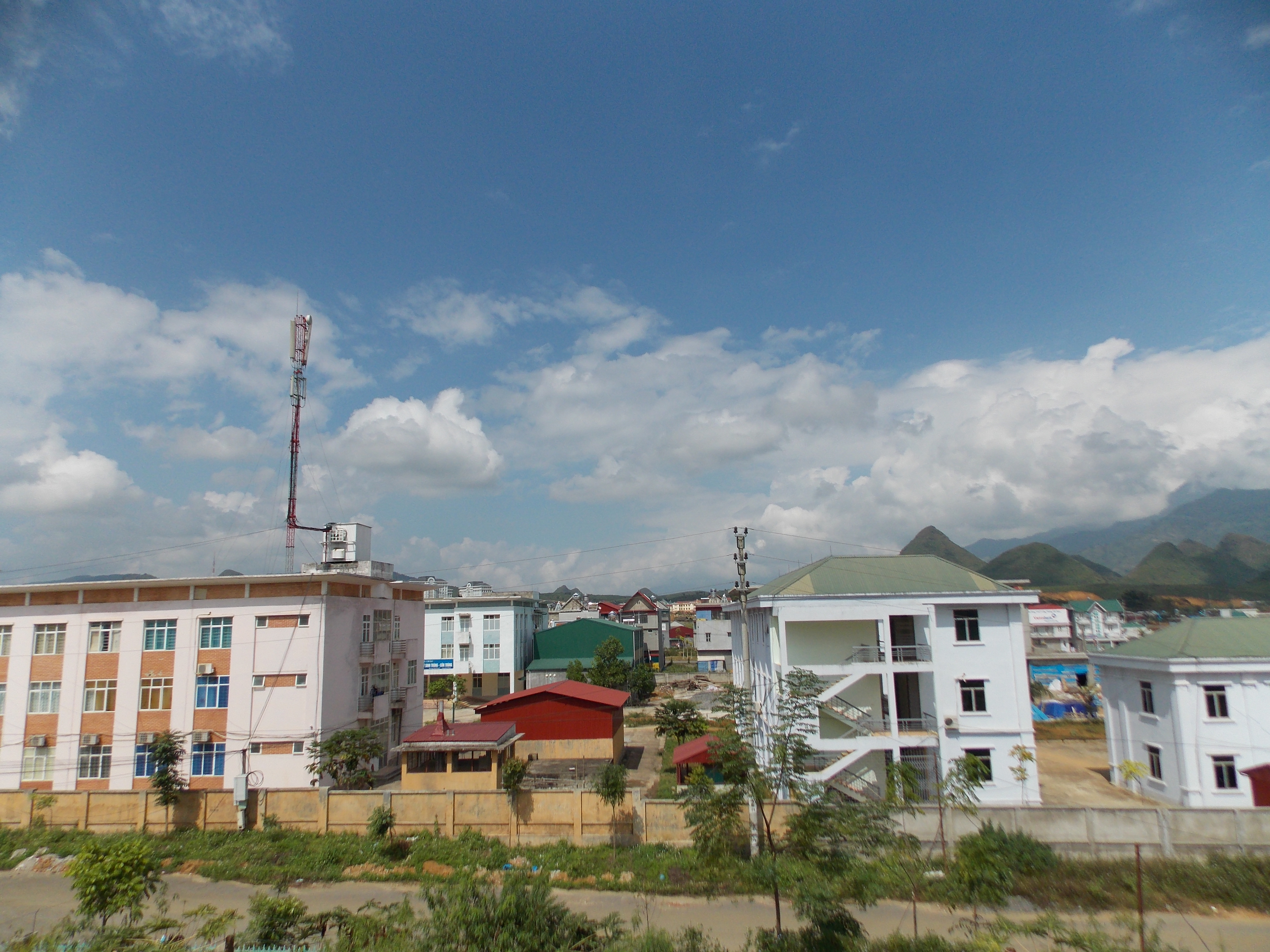